# Changesbowie
Changesbowie is een compilatiealbum van de Britse muzikant David Bowie, uitgebracht in 1990. Het album vervangt de vorige compilatiealbums van de zanger, Changesonebowie en Changestwobowie, die waren uitgebracht toen hij nog onder contract stond bij het platenlabel RCA Records.
Hoewel het album volgens velen amateuristisch was (zo noemde auteur David Buckley, die het boek Strange Fascination – David Bowie: The Definitive Story schreef, het een "knip- en plakplaatje uit de zesde klas"), was het het eerste Bowie-album dat in Engeland op de eerste plaats terechtkwam sinds Tonight uit 1984. Tevens was het zijn zevende album die op nummer 1 binnenkwam in de albumlijsten, iets dat geen enkele artiest heeft gepresteerd.
Ter promotie van het album werd het nummer "Fame" geremixt en uitgebracht op single onder de naam "Fame 90", dat veel werd gedraaid op Radio 3 en de 17e plaats bereikte in de Nederlandse Top 40 en de 16e plaats in de Nationale Top 100. In België bereikte de plaat de 22e positie van de Vlaamse Radio 2 Top 30. in Bowie's thuisland het Verenigd Koninkrijk bereikte de plaat de 28e plaats in de UK Singles Chart.

## Tracklist
- Alle nummers geschreven door Bowie, tenzij anders genoteerd.
- Van de nummers ""Heroes"", "Let's Dance", "China Girl" en "Modern Love" werd de singleversie gebruikt in plaats van de originele albumversie.
- "Starman", "Life on Mars?" en "Sound and Vision" verschenen alleen op de LP- en cassetteversies.

1. "Space Oddity" (van David Bowie, 1969) – 5:16
2. "Starman" (van The Rise and Fall of Ziggy Stardust and the Spiders from Mars, 1972) – 4:16
3. "John, I'm Only Dancing" (non-album single, 1972) – 2:49
4. "Changes" (van Hunky Dory, 1971) – 3:36
5. "Ziggy Stardust" (van Ziggy Stardust) – 3:13
6. "Suffragette City" (van Ziggy Stardust) – 3:28
7. "The Jean Genie" (van Aladdin Sane, 1973) – 4:09
8. "Life on Mars?" (van Hunky Dory) – 3:54
9. "Diamond Dogs" (van Diamond Dogs, 1974) – 6:06
10. "Rebel Rebel" (van Diamond Dogs) – 4:31
11. "Young Americans" (van Young Americans, 1975) – 5:13
12. "Fame '90 (Gass Mix)" (nieuwe single, oorspronkelijk van Young Americans) (Bowie/John Lennon/Carlos Alomar) – 3:40
13. "Golden Years" (van Station to Station, 1976) – 4:01
14. "Sound and Vision" (van Low, 1977) – 3:03
15. ""Heroes"" (van "Heroes", 1977) (Bowie/Brian Eno) – 3:38
16. "Ashes to Ashes" (van Scary Monsters (and Super Creeps), 1980) – 4:25
17. "Fashion" (van Scary Monsters (and Super Creeps)) – 4:49
18. "Let's Dance" (van Let's Dance, 1983) – 4:10
19. "China Girl" (van Let's Dance) (Bowie/Iggy Pop) – 4:17
20. "Modern Love" (van Let's Dance) – 3:59
21. "Blue Jean" (van Tonight, 1984) – 3:10

## Musici
Deze lijst bevat alle muzikanten die op één of meerdere nummers hebben meegespeeld.
- David Bowie: zang, synthesizer, gitaar, keyboards, saxofoon, achtergrondzang, productie
- Robert Aaron: fluit, tenorsaxofoon
- Carlos Alomar: gitaar, slaggitaar
- Roy Bittan: piano, drums, snaardrums
- Trevor Bolder: basgitaar
- Derek Bramble: synthesizer, basgitaar, gitaar, achtergrondzang, productie
- Ava Cherry: achtergrondzang
- Andrew Clark: synthesizer
- Robin Clark: achtergrondzang
- Terry Cox: drums, snaardrums
- Dennis Davis: percussie, drums, snaardrums
- Gus Dudgeon: productie
- Aynsley Dunbar: drums
- Steven Elson: fluit, baritonsaxofoon, bariton, achtergrondzang
- Brian Eno: synthesizer, gitaar, keyboards
- Sammy Figueroa: percussie
- Herbie Flowers: basgitaar
- Ken Fordham: saxofoon
- Robert Fripp: gitaar
- Mike Garson: piano, keyboards
- Jon Gass: remixen
- Mac Gollehon: trompet
- Omar Hakim: drums, snaardrums
- Chuck Hammer: gitaar
- Stan Harrison: altsaxofoon, fluit, tenorsaxofoon
- Emir Kassan: basgitaar, drums
- Curtis King: achtergrondzang
- John Lennon: gitaar, achtergrondzang
- Ralph MacDonald: percussie
- Lynn Maitland: achtergrondzang
- Arif Mardin: synthesizer, snaarinstrumenten, arrangementen, synthesizerarrangementen
- Harry Maslin: productie
- Lynn Matiland: achtergrondzang
- George Murray: basgitaar
- Tony Newman: drums, snaardrums
- Andy Newmark: drums, snaardrums
- Hugh Padgham: productie
- Mark Pender: trompet, bugel
- Lenny Pickett: klarinet, tenorsaxofoon
- Chris Porter: achtergrondzang
- Nile Rodgers: gitaar, productie
- Carmine Rojas: basgitaar
- Mick Ronson: gitaar
- Pablo Rosario: percussie
- Robert Sabino: keyboards
- Guy St. Onge: marimba
- David Sanborn: saxofoon
- Ken Scott: productie
- Frank Simms: achtergrondzang
- George Simms: achtergrondzang
- Earl Slick: gitaar
- David Spinner: achtergrondzang
- Luther Vandross: achtergrondzang
- Stevie Ray Vaughan: gitaar
- Tony Visconti: achtergrondzang, productie
- Rick Wakeman: piano
- Larry Washington: conga
- Willie Weeks: basgitaar
- Mick "Woody" Woodmansey: drums, snaardrums